# Ius honorarium
Ius honorarium foi uma categoria de normas jurídicas produzidas por juízes no direito romano. Essa categoria era uma construção intelectual, isso é, correspondia a uma classificação formulada por juristas do período do Império Romano para distinguir o direito privado (instituído pelos magistrados jurídicos da República) do ius civile.